# Pegomya bicolor
Pegomya bicolor es una especie de díptero del género Pegomya, tribu Pegomyini, familia Anthomyiidae. Fue descrita científicamente por Wiedemann en 1817.
Es una especie multivoltina y se distribuye por América del Norte: Canadá y Estados Unidos.